# (15112) Arlenewolfe
(15112) Arlenewolfe (2000 CY94) – planetoida z pasa głównego asteroid okrążająca Słońce w ciągu 3,49 lat w średniej odległości 2,3 j.a. Odkryta 8 lutego 2000 roku.